# Verbascum polyphyllo-pyramidatum
Verbascum polyphyllo-pyramidatum är en flenörtsväxtart som beskrevs av Eugen Iwanowitsch Bordzilowski. Verbascum polyphyllo-pyramidatum ingår i släktet kungsljus, och familjen flenörtsväxter. Inga underarter finns listade i Catalogue of Life.